# Candace Parker
Candace Parker   (Saint Louis, 19 d'abril de 1986), de nom complet Candace Nicole Parker, és una jugadora de bàsquet professional dels Estats Units.

## Trajectòria esportiva
Parker des de molt petita va sentir veritable passió pel bàsquet, la qual cosa la va portar a pertànyer a petits equips. Va dedicar gran part de la seva infància i adolescència a aquest esport. Però no va ser cap impediment perquè Candace deixés enrere els seus estudis, doncs va destacar a l'escola secundària i es va graduar en 2004, a Central High School a Naperville, Illinois, a l'equip de la qual va ajudar a obtenir els campionats de l'estat en 2003 i 2004, sent en tots dos anys triada com "Prep Player de l'any" per Naismith i Gatorade, i es va convertir en la primera dona a haver-hi guanyat un concurs de mats quan va guanyar en 2004 el concurs "McDonald's All-American Slam Dunk Contest", on va vèncer a futurs estels de la NBA com J.R. Smith i Rudy Gai.
Després va ingressar a la Universitat de Tennessee, on va competir amb les Lady Vols en la NCAA obtenint els campionats de 2007 i 2008, anotant una mitjana de 20.6 punts per joc i 8.8 rebots en la seva temporada final en l'equip, a més de convertir-se en la primera dona a fer dos mats en un sol joc de la NCAA.
Tant en 2007 com en 2008 Candace Parker va obtenir el premi de MVP de la final four de la NCAA i els guardons de jugadora de l'any de John R. Wooden, State Farm, Basketball Writers Association, i Kodak All-American.
Candace es va graduar de Tennessee amb un major en administració de l'esport (Sports Management) i un minor en psicologia.
En el draft de la WNBA de 2008 va ser triada 1a. de la primera ronda per Los Angeles Sparks, on faria història des del primer moment, ja que en el seu debut en contra les campiones de l'any anterior Phoenix Mercury bat el rècord del millor debut d'una novençana en la història de la lliga (34 punts, 12 rebots i 8 assistències), al final de la temporada donat els seus bons nombres durant la temporada del 2008, va guanyar el premi MVP de la Temporada de la WNBA i el premi Rookie (novençana) de l'Any de la WNBA, convertint-se en l'única jugadora en la història de la WNBA a obtenir un MVP sent novençana.
Candace ha jugat para Los Angeles Sparks des de llavors, obtenint molt bons nombres cada temporada, fins i tot havent de fer algunes parades, primer a causa del naixement de la seva filla i després a lesions. Encara té com a assignatura pendent obtenir el seu primer títol de la WNBA.
L'any 2013 Candace va ser la segona jugadora més votada per jugar a l'All-Star Game de la WNBA, per darrere de la rookie Elena Delle Donne, Parker va tenir una gran actuació, va anotar 23 punts liderant així a la conferència de l'Oest a la victòria per 102 a 98 sobre la conferència de l'Est i batent el rècord de punts en un joc de All-star, que era de 22 i estava en mans de la veterana Swin Cash, tot això li va valer per ser triada com a MVP del joc.
En la temporada regular 2013 aconsegueix de nou el MVP de la Temporada de la WNBA i lidera a les Sparks cap als desempats.
De gener a maig i després d'octubre a desembre quan la WNBA està inactiva, Candace Parker juga des del 2009 per a l'equip rus de UMMC Ekaterinburg, on ha aconseguit guanyar 4 lligues russes en 2010,2011,2012 i 2013, 5 copes de Rússia 2010,2011,2012,2013 i 2014, una Euroliga en 2013 on va ser triada MVP de la final eight.
I una Supercopa d'Europa en 2013
Candace Parker va debutar en el 2006 en l'equip nacional dels Estats Units, ajudant a l'equip a obtenir una medalla de bronze en Brasil 2006 i després la medalla d'or en el campionat de les Amèriques Xile 2007 que els donava la classificació als jocs olímpics de Pequín 2008 on obtindrien la medalla d'or, gesta que repetirien 4 anys després en Londres 2012.

## Vida Privada
Candace Parker va néixer el 19 d'abril de 1986, sent la filla menor de Larry i Sara Parker, els seus germans majors són l'ex-NBA Anthony Parker  i Marcus Parker que és mèdic.
Candace es va casar el 13 de novembre del 2008 amb Shelden Williams exNBA i actual jugador de l'equip xinès Tianjin Ronggang, tenen una filla anomenada Lailaa Nicole Williams que va néixer el 13 de maig de 2009.